# Adolph von Brömssen
Adolph Magnus von Brömssen, född 1 augusti 1804 i Arboga, död 6 augusti 1869 i Östersund, var en svensk militär.
Adolph von Brömssen var son till ryttmästare Adolf Magnus von Brömssen och Ulrika Eleonora Palmberg. Han gick i skola i Umeå och var från 1818 kadett vid Karlberg, varifrån han utexaminerades 1822. Brömssen var från 1822 fänrik vid Västerbottens fältjägarregemente, blev löjtnant där 1828, kapten 1837, major vid Västerbottens fältjägarkår 1845 och var överstelöjtnant samt chef för kåren 1850–1858. Från 1858 var han postmästare i Västerås.